# Вашингтон (округ, Небраска)
Округ Вашингтон (англ. Washington County) — округ, расположенный в штате Небраска (США) с населением в 20 234 человека по статистическим данным переписи 2010 года. Столица округа находится в городе Блэр.

## История
Округ Вашингтон находится на реке Миссури в восточной части штата Небраска. Территория будущего округа была открыта в 1739 году Полем и Пьером Маллетами во время их экспедиции в Канаду. В 1819 году был построен Форт-Аткинсон, служивший форпостом правительства США на Среднем Западе вплоть до его расформирования в 1827 году.
Первое постоянное поселение на территории образовано в 1854 году, а спустя несколько месяцев по распоряжению губернатора Томаса Каминга сама территория была реорганизована в округ в числе восьми первых округов штата Небраска. Столица округа первоначально размещалась в Форт-Калхуне, затем в Де-Сото и окончательно переехала в город Блэр в 1869 году.

## География
По данным Бюро переписи населения США округ Вашингтон имеет общую площадь в 1020 квадратных километров, из которых 1011 кв. километров занимает земля и 9 кв. километров — вода. Площадь водных ресурсов округа составляет 0,83 % от всей его площади.

### Соседние округа
- Берт (Небраска) — север
- Гаррисон (Айова) — северо-восток
- Поттавоттами (Айова) — юго-восток
- Дуглас (Небраска) — юг
- Додж (Небраска) — запад

### Природные охраняемые территории
- Национальный заповедник Бойер-Чут
- Национальный заповедник Де-Сото

## Демография
По данным переписи населения 2000 года в округе Вашингтон проживало 18 780 человек, 5149 семей, насчитывалось 6940 домашних хозяйств и 7408 жилых домов. Средняя плотность населения составляла 7 человек на один квадратный километр. Расовый состав округа по данным переписи распределился следующим образом: 98,12 % белых, 0,34 % чёрных или афроамериканцев, 0,20 % коренных американцев, 0,29 % азиатов, 0,11 % выходцев с тихоокеанских островов, 0,63 % смешанных рас, 0,30 % — других народностей. Испано- и латиноамериканцы составили 1,08 % от всех жителей округа.
Из 6940 домашних хозяйств в 36,40 % — воспитывали детей в возрасте до 18 лет, 64,00 % представляли собой совместно проживающие супружеские пары, в 7,00 % семей женщины проживали без мужей, 25,80 % не имели семей. 21,80 % от общего числа семей на момент переписи жили самостоятельно, при этом 10,10 % составили одинокие пожилые люди в возрасте 65 лет и старше. Средний размер домашнего хозяйства составил 2,63 человек, а средний размер семьи — 3,09 человек.
Население округа по возрастному диапазону по данным переписи 2000 года распределилось следующим образом: 27,10 % — жители младше 18 лет, 9,30 % — между 18 и 24 годами, 26,70 % — от 25 до 44 лет, 24,10 % — от 45 до 64 лет и 12,90 % — в возрасте 65 лет и старше. Средний возраст жителей округа составил 37 лет. На каждые 100 женщин в округе приходилось 98,70 мужчин, при этом на каждых сто женщин 18 лет и старше приходилось 96,20 мужчин также старше 18 лет.
Средний доход на одно домашнее хозяйство в округе составил 48 500 долларов США, а средний доход на одну семью в округе — 56 429 долларов. При этом мужчины имели средний доход в 36 901 доллар США в год против 25 893 долларов США среднегодового дохода у женщин. Доход на душу населения в округе составил 21 055 долларов США в год. 4,10 % от всего числа семей в округе и 6,00 % от всей численности населения находилось на момент переписи населения за чертой бедности, при этом 8,00 % из них были моложе 18 лет и 7,50 % — в возрасте 65 лет и старше.

## Основные автодороги
- US-30
- US-75
- Автострада 31
- Автострада 91
- Автострада 133

## Населённые пункты

### Города
- Блэр
- Форт-Кэлхун

### Деревни
- Арлингтон
- Кеннард
- Эрман
- Вашингтон

### Неинкорпорированные территории
- Де-Сото
- Фонтенелл
- Нашвилл
- Орам
- Спайкер
- Телбаста

### Тауншипы
- Тауншип 1
- Тауншип 2
- Тауншип 5
- Тауншип 6
- Тауншип 7

## Инфраструктура
Воздушное сообщение округа Вашингтон обслуживают муниципальный аэропорт Блэр и несколько небольших частных аэродромов со взлётно-посадочными полосами на утрамбованной траве таких, как «Аэродром Орам».
К югу от города Блэр расположена самая маломощная в США коммерческая атомная станция. Во всех населённых пунктах юго-восточной части округа установлены системы аварийного оповещения на случай возникновения экстренных ситуаций на АЭС.